# Zoë Wanamaker
Zoë Wanamaker (New York, 13 maggio 1949) è un'attrice statunitense naturalizzata britannica.

## Biografia
Figlia di Sam Wanamaker e Charlotte Holland, entrambi morti di cancro, sebbene sia nata negli Stati Uniti, vive da moltissimo tempo in Inghilterra, dove ha perso del tutto l'accento americano. Possiede comunque sia la cittadinanza statunitense sia quella britannica, acquisita nel 2000. La sua famiglia fu costretta a trasferirsi nel Regno Unito a causa delle persecuzioni McCarthy, che colpirono anche il padre. Soffre inoltre di dislessia. Dal 1994 è sposata con l'attore scozzese Gawn Grainger.

## Carriera
Nonostante sia conosciuta a livello mondiale per il ruolo di Madama Bumb in Harry Potter e la pietra filosofale, nel Regno Unito è maggiormente nota per interpretare Susan Harper nella sitcom My Family.
In televisione ha partecipato, interpretando il ruolo di Ariadne Oliver, a sei episodi della serie televisiva Poirot: Carte in tavola, Fermate il boia, Sono un'assassina?, Gli elefanti hanno buona memoria, La sagra del delitto e Poirot e la strage degli innocenti.
Negli anni 2005 e 2006 ha partecipato al serial televisivo Doctor Who, interpretando la parte di Cassandra in due episodi della prima e seconda stagione del reboot della famosa serie britannica.
È principalmente attiva a teatro, dove ha ad esempio recitato nell'Elettra di Sofocle, per cui ha anche ottenuto un premio.
Nel 2021 entra a far parte del cast della serie TV Tenebre e ossa, distribuita da Netflix.

## Filmografia parziale

### Cinema
- Wilde, regia di Brian Gilbert (1997)
- Lo straniero che venne dal mare (Swept from the Sea), regia di Beeban Kidron (1997)
- Harry Potter e la pietra filosofale (Harry Potter and the Philosopher's (Sorcerer's) Stone), regia di Chris Columbus (2001)
- 5 bambini & It (Five Children and It), regia di John Stephenson (2004)
- Marilyn (My Week with Marilyn), regia di Simon Curtis (2011)

### Televisione
- Crown Court – serie TV, 1 episodio (1975)
- Play of the Month – serie TV, 1 episodio (1978)
- Doctor Who – serie TV, 2 episodi (2005 - 2006)
- Paradise Postponed – serie TV, 8 episodi (1986)
- Il brivido dell'imprevisto (Tales of the Unexpected) – serie TV, 1 episodio (1987)
- Ispettore Morse (Inspector Morse) – serie TV, 1 episodio (1991)
- Prime Suspect – serie TV, 2 episodi (1991)
- Great Performances – serie TV, 1 episodio (1997)
- Magiche leggende (The Magical Legend of the Leprechauns) – film TV, regia di John Henderson (1999)
- My Family – serie TV, 114 episodi (2000-2011)
- Miss Marple (Agatha Christie's Marple) – serie TV, episodio 1x04  (2005)
- Poirot (Agatha Christie's Poirot) – serie TV, 6 episodi (2005-2013)
- Mr Selfridge – serie TV, 10 episodi (2015)
- Britannia – serie TV, 16 episodi (2018-2021)
- Girlfriends - serie TV, 6 episodi (2018)
- Killing Eve - serie TV (2019)
- Tenebre e ossa (Shadow and Bone) - serie TV (2021 - in corso)
- L'uomo che cadde sulla Terra (The Man Who Fell to Earth) – serie TV, episodi 1x05-1x09 (2022)

### Doppiaggio
- Fable II - videogioco (2008)
- Fable III - videogioco (2010)
- Fable: The Journey - videogioco (2012)

## Teatro
- Sogno di una notte di mezza estate di William Shakespeare (1970)
- Creditori di August Strindberg (1970)
- Il giardino dei ciliegi di Anton Čechov (1970)
- Pictures in a Bath of Acid di Fanny Falkner (1971)
- Album di famiglia di Noël Coward (1971)
- La dodicesima notte di Shakespeare (1971)
- Dick Whittington di Fred Locke (1971)
- The Hostage di Brendan Behan (1971)
- Il compleanno di Harold Pinter (1972)
- When Thou Art King di John Barton (1972)
- Guys and Dolls di Frank Loesser (1972)
- La moglie provocata di John Vanbrugh (1973)
- La dodicesima notte di Shakespeare (1973)
- Jack and the Beanstalk di John Moffatt (1973)
- She Stoops to Conquer di Oliver Goldsmith (1974)
- French Without Tears di Terence Rattigan (1974)
- Cabaret di Kander & Ebb (1974)
- Molto rumore per nulla di Shakespeare (1974)
- Tom Thumb di Henry Fielding (1974)
- Kiss Me, Kate di Cole Porter (1975)
- The Vegetable; or, From President to Postman da Francis Scott Fitzgerald (1975)
- La bisbetica domata di Shakespeare (1975)
- L'opera del mendicante di John Gay (1975)
- Jug di Henry Livings (1975)
- Un tram che si chiama Desiderio di Tennessee Williams (1975)
- Pigmalione di G. B. Shaw (1976)
- Il servitore di due padroni di Carlo Goldoni (1976)
- Trumpets and Drums di Bertolt Brecht (1976)
- The Devil's Disciple di G. B. Shaw (1976)
- Ivanov di Čechov (1976)
- Wild Oats; or, The Strolling Gentleman di John O'Keeffe (1976)
- La bisbetica domata di Shakespeare (1978)
- Captain Swing di Peter Whelan (1978)
- Piaf di Pam Gems (1979)
- Once in a Lifetime di Moss Hart & George S. Kaufman (1979)
- L'importanza di chiamarsi Ernesto di Oscar Wilde (1982)
- The Time of Your Life di William Saroyan (1983)
- La dodicesima notte di Shakespeare (1983)
- La commedia degli errori di Shakespeare (1983)
- Madre Coraggio e i suoi figli di Brecht (1984)
- After Aida di Julian Mitchell (1985)
- Wrecked Eggs di David Hare (1986)
- Il malloppo di Joe Orton (1986)
- The Bay at Nice di David Hare (1986)
- Mrs Kleinn di Nicholas Wright (1988)
- Otello di Shakespeare (1989)
- Il crogiuolo di Arthur Miller (1990)
- L'ultimo Yankee di Arthur Miller (1993)
- Dead Funny di Terry Johnson (1993)
- Lo zoo di vetro di Tennessee Williams (1994)
- Elettra di Sofocle (1997)
- Battle Royal di Nick Stoffard (1999)
- Boston Marriage di David Mamet (2001)
- The Women di Clare Boothe Luce (2001)
- His Girl Friday di John Guare (2003)
- Awake and Sing! di Clifford Odets (2006)
- La rosa tatuata di Tennessee Williams (2007)
- Molto rumore per nulla di Shakespeare (2007)
- Erano tutti miei figli di Arthur Miller (2010)
- Il giardino dei ciliegi di Čechov (2011)
- Passion Play di Peter Nichols (2013)
- Stevie di Hugh Whitemore (2014)
- Zorba! di Kander & Ebb (2015)
- Harlequinade/All On Her Own di Terence Rattigan (2015)
- Elegy di Nick Payne (2017)
- Il compleanno di Harold Pinter (2018)
- Two Ladies di Nancy Harris (2019)
- Constellations di Nick Payne (2021)
- Pictures From Home di Sharr White di Sharr White (2023)

## Riconoscimenti
- Tony Award
  - 1981 – Candidatura Miglior attrice non protagonista in uno spettacolo per Piaf
  - 1986 – Candidatura Miglior attrice non protagonista in uno spettacolo per Il malloppo
  - 1999 – Candidatura Miglior attrice protagonista in uno spettacolo per Elettra
  - 2006 – Candidatura Miglior attrice non protagonista in uno spettacolo per Awake and Sing!
- Laurence Olivier Award
  - 1979 – Miglior attrice in un revival per Once in a Lifetime
  - 1984 – Candidatura Miglior attrice in un revival per La dodicesima notte
  - 1984 – Candidatura Miglior attrice non protagonista per The Time of Your Life
  - 1985 – Candidatura Miglior attrice non protagonista per Madre Coraggio e i suoi figli
  - 1990 – Candidatura Miglior attrice non protagonista per Otello
  - 1991 – Candidatura Miglior attrice non protagonista per Il crogiuolo
  - 1996 – Candidatura Miglior attrice per Lo zoo di vetro
  - 1998 – Miglior attrice per Elettra
  - 2002 – Candidatura Miglior attrice per Boston Marriage
- Drama Desk Award
  - 1981 – Candidatura Miglior attrice non protagonista per Piaf
  - 1986 – Candidatura Miglior attrice non protagonista per Il malloppo
  - 1999 – Candidatura Miglior attrice per Elettra
  - 2006 – Miglior cast per Awake and Sing!
- British Academy Television Award
  - 1992 – Candidatura Miglior attrice per Prime Suspect
  - 1993 – Candidatura Miglior attrice per Love Hurts
- British Academy Film Award
  - 1998 – Candidatura Miglior attrice non protagonista per Wilde
- Outer Critics Circle Award
  - 1999 – Candidatura Miglior attrice protagonista per Elettra
  - 2006 – Candidatura Miglior attrice protagonista per Awake and Sing!

## Citazioni
- Non ho la sicurezza giusta per essere una personalità.
- Quando sono in America, mi sento inglese, e ne sono orgogliosa!
- I figli? Non ho rimpianti sul non aver avuto figli. Qual è il motivo? È solo qualcun altro per cui battersi.

## Doppiatrici italiane
Nelle versioni in italiano delle opere in cui ha recitato, Zoë Wanamaker è stata doppiata da:
- Paola Giannetti in Magiche leggende, Harry Potter e la pietra filosofale, Marilyn, Killing Eve
- Aurora Cancian in Wilde, Miss Marple, Britannia
- Lorenza Biella in Riccardo III, My Family
- Paila Pavese ne Lo straniero che venne dal mare
- Barbara Castracane in Poirot
- Lucia Valenti in My Family (solo 2ª stagione)
- Laura Boccanera in Doctor Who
- Alessandra Korompay ne L'uomo che cadde sulla Terra
- Angiola Baggi in Mr Selfridge
- Antonella Giannini in Tenebre e ossa

Da doppiatrice è sostituita da:
- Elettra Bisetti in Macbeth